# Oschenberg
Der Oschenberg ist ein 528 Meter hoher Berg am Rand der Stadt Bayreuth.

## Name
1418 wurde der Berg als „Naschenberg“ erwähnt, 1419 als „aschenberg ob Leneck“, 1692 bereits als „Oschenberg“. Der Name bedeutet Eschenberg, also Berg, auf dem Eschen stehen (mittelhochdeutsch asch: Esche).

## Lage
Der Oschenberg liegt im Regierungsbezirk Oberfranken zum Teil auf Bayreuther Gebiet, etwa fünf Kilometer nordöstlich der Innenstadt am Rand des Stadtteils Friedrichsthal, sowie im Gemeindegebiet von Bindlach, der Stadt Goldkronach und des Markts Weidenberg. Er ist ein Teil des Naturraums Obermainisches Hügelland. Der höchste Punkt auf der Hochebene, der bis zum 30. Juni 2007 im militärischen Sperrbereich lag, erreicht eine Höhe von 528 m ü. NN. Er befindet sich auf Weidenberger Gebiet unmittelbar an der Gemeindegrenze zu Bayreuth.

## Geologie
Der Bindlacher Höhenzug, zu dem der Oschenberg gehört, ist aus Schichten des Mittleren und des Oberen Muschelkalks (mittlere Trias) aufgebaut. Es handelt sich dabei um Ablagerungen eines relativ flachen Meeres, das vor etwa 240 Millionen Jahren Mitteleuropa bedeckte. In zahlreichen Steinbrüchen wurden früher die harten Kalksteine des Oberen Muschelkalks für die Herstellung von Pflastersteinen abgebaut. Dass diese Steinbrüche ideale Stellen für Fossilgrabungen waren, erkannte Regierungsrat Georg Graf zu Münster aus Ansbach bereits Anfang des 19. Jahrhunderts. Aufgrund seiner Funde wurde der Oschenberg zur Typlokalität der beiden Meeresreptilgattungen Placodus und Nothosaurus.

## Geschichte

### Sagen
In grauer Vorzeit war der Oschenberg eine religiöse Kultstätte mit einem Tempel, der dem Gott Wodan oder Odin geweiht war. In seiner Nähe lag ein heiliger Hain, zu dem Wallfahrten durchgeführt wurden, um von dem heilkräftigen Wasser des Weidenbrunnens zu trinken. Ein Heer Karls des Großen soll die Tempelanlagen vernichtet haben. Als der letzte Priester niedergemetzelt wurde und verschied, rief dieser mit gewaltiger Stimme: „Wenn je auf unserem heiligen Berg Christenglocken läuten, so läuten diese euch zum Fluche und zum Leid“. Seit dieser Zeit gibt es die Sage über das Oschenberg-Glöcklein.

### Kloster
Am westlichen Berghang ist bereits im 15. Jahrhundert eine Kapelle erwähnt, die 1430 von den Hussiten zerstört wurde. Nach ihrem Wiederaufbau ist die dortige Quelle im Jahr 1506 als „wundertätig“ erwähnt und war für Kranke das Ziel von Wallfahrten.
Anfach des 16. Jahrhunderts gründete Friedrich II., Markgraf von Brandenburg-Kulmbach, auf dem Oschenberg das Franziskanerkloster Sankt Jobst. Gegen eine Gebühr von 24 Golddukaten genehmigte Papst Julius II. im Dezember 1506 das fromme Vorhaben. Der Bauplan sah eine Klosterkirche, ein Hauptgebäude mit Speise- und Schlafsaal, Wirtschafts- und Nebengebäude, Pilgerunterkünfte und Stallungen sowie einen Friedhof vor. Am 25. April 1513 weihte der Bamberger Bischof Caspar Breyl das Kloster ein.
Aus einer Urkunde von 1515 geht hervor, dass das Kloster ein Anrecht auf jährlich drei Zentner Karpfen aus dem „Branberger (Brandenburger) Weiher“ hatte. Als Folge der Reformation wurde es wie die wenigen anderen Klöster im Markgraftum, mit dem Übertritt des Bayreuther Adels zum Protestantismus im Jahr 1529 wieder aufgelöst.

### Bergwerk Döhlau
Im Oschenberg befand sich seit der Zeit des Markgrafen Friedrich III. ein Gipsbergwerk, das erst 1998 endgültig geschlossen wurde. Die Gipsschicht im Muschelkalk hatte unter Tage eine mittlere Mächtigkeit von sechs Metern. Gips und Anhydrid wurden im sogenannten Südfeld auf drei Flözgruppen in übereinanderliegenden Sohlen, später im Nordfeld vor allem auf der höchsten Flözgruppe abgebaut.
Unter dem Decknamen „Blicke“ existierte dort im Dritten Reich ein geheimer unterirdischer Zulieferbetrieb für die Luftwaffe.
Am 2. Februar 1946 wurde die Gipswerk Döhlau GmbH angemeldet, die im März des Jahres bereits 32 Personen, davon zehn unter Tage, beschäftigte. Von der Sohle des Förderschachts aus wurde ein Stollenmundloch angelegt und auf 50 Meter Länge durchgezimmert. Der Abbau erfolgte zunächst mit elektrischen Bohrhämmern, ab 1948 mit Pressluftwerkzeugen. Zur Förderung des Gipsgesteins wurde eine Grubenbahn mit der Spurweite 600 mm angelegt. Etwa 20 von einer Seilwinde gezogene Hunte mit bis zu 1,5 Tonnen Fassungsvermögen verrichteten den Transport nach über Tage. Im Sommer 1948 begann der Bau des Gleisanschlusses vom Eisenbahn-Haltepunkt Döhlau der Deutschen Reichsbahn im Vereinigten Wirtschaftsgebiet an der Bahnstrecke Bayreuth–Warmensteinach. Der bis dahin untertägige Bremsberg wurde durch eine zweigleisige Anlage über Tage mit einer Länge von mehr als 100 Metern bei 35 % Gefälle ersetzt. Am talseitigen Ende der Umladestation wurde auf Verlangen der Reichsbahn eine Spitzkehre angelegt, um die Bahnstrecke vor eventuell allein ablaufenden Hunten zu schützen.
Der Einsatz einer Anfang 1950 erworbenen Kleindiesellok mit 5 PS („Strüver-Schienenkuli“) wurde seitens des Bergamts nicht genehmigt. 1953 wurde eine dieselbetriebene Grubenlokomotive des Typs Deutz MAH 914 mit 9 PS angeschafft, später kamen eine gebraucht erworbene 20-PS-Gmeinder-Feldbahnlok mit Abgaswaschanlage und vermutlich eine zweite baugleiche Deutz-Maschine dazu. 1958 wurde der Bau einer untertägigen Brecheranlage beantragt, 1960 unweit des Stollenmundlochs eine Verladeanlage für Lastkraftwagen in Betrieb genommen. Eine weitere Grubenlok bezog man 1961 von der Maschinenfabrik Ruhrthaler.
1964 wurde die Bahnverladung aufgegeben und das gebrochene Gipsgestein fortan ausschließlich mit LKW abgefahren. Im Jahr darauf wurde ein neues Flöz aufgefahren und letztmals unter Tage Gleis verlegt. Ende Mai 1966 wurde die Grubenbahn aufgegeben, zu diesem Zeitpunkt hatte sie unter Tage eine Länge von fünf Kilometern. Den Transport in den Stollen übernahmen gummibereifte Dieseltransporter, der Verbleib der Grubenloks ist nicht bekannt.
1976 ging das Bergwerk an die Heidelberger Zement AG. Obwohl ein großes drittes Flöz entdeckt und ausgebeutet wurde, wurde die Grube zum 31. Dezember 1997 geschlossen. Im Bereich der Flöze I und II waren wegen zu schwach dimensionierter Sicherheitspfeiler Probleme der Standsicherheit der Grube aufgetreten. Zwar galt die Grube als rentabel, die Fortführung des Betriebs scheiterte jedoch an der fehlenden Übereinkunft zwischen dem Bergamt Bayreuth und dem Betreiber. Die gesamte Länge der Längs- und Querstollen war bis zur Schließung auf 35 Kilometer angewachsen.
Alle Anlagen über Tage wurden abgebrochen. Der Zugang wurde mit einer Betonplombe verschlossen, das Gelände planiert und renaturiert. Ein Bereich des Bergs ist aufgrund der Gefahr von Tagesbrüchen gesperrt.

### Ehemaliges Standortübungsgelände
Auf dem Oschenberg lag der 282 Hektar große Standortübungsplatz der Garnison Bayreuth. Das Gelände wurde im Oktober 1962 Truppenübungsplatz und sollte auch den US-Streitkräften zur Verfügung stehen. Der überwiegende Teil des Oschenbergs wurde damit für die Öffentlichkeit unzugänglich. 1969 wurde mit dem Bau einer Schießanlage begonnen, die 1971 fertiggestellt wurde. Für die rund 3,3 Millionen Mark teuere Einrichtung wurden knapp 50.000 m³ Erde und 15.000 m³ Fels bewegt und beseitigt. Sie umfasste vier 300 m lange Bahnen zum Gewehrschießen und vier 30 m lange Bahnen zum Schießen mit dem Maschinengewehr.
Die militärische Einheit der Bundeswehr in Bayreuth wurde zum 30. Juni 2007 aufgelöst, ebenso der militärische Sicherheitsbereich, der weitgehend Naturschutzgebiet wurde. Obwohl die ehemaligen Verbotsschilder teilweise noch vorhanden sind, ist der Oschenberg kein militärisches Sperrgebiet mehr und darf betreten werden.
Die ehemalige Standortschießanlage der Bundeswehr ist seit 2014 als private Schießanlage wieder geöffnet, es stehen 50-, 100- und 300-Meter-Schießbahnen zur Verfügung. Dort veranstalteten Mitglieder der mutmaßlich rechtsterroristischen Gruppe Patriotische Union unter der Leitung des ehemaligen KSK-Soldaten Peter Wörner in den frühen 2020er Jahren Schießübungen.

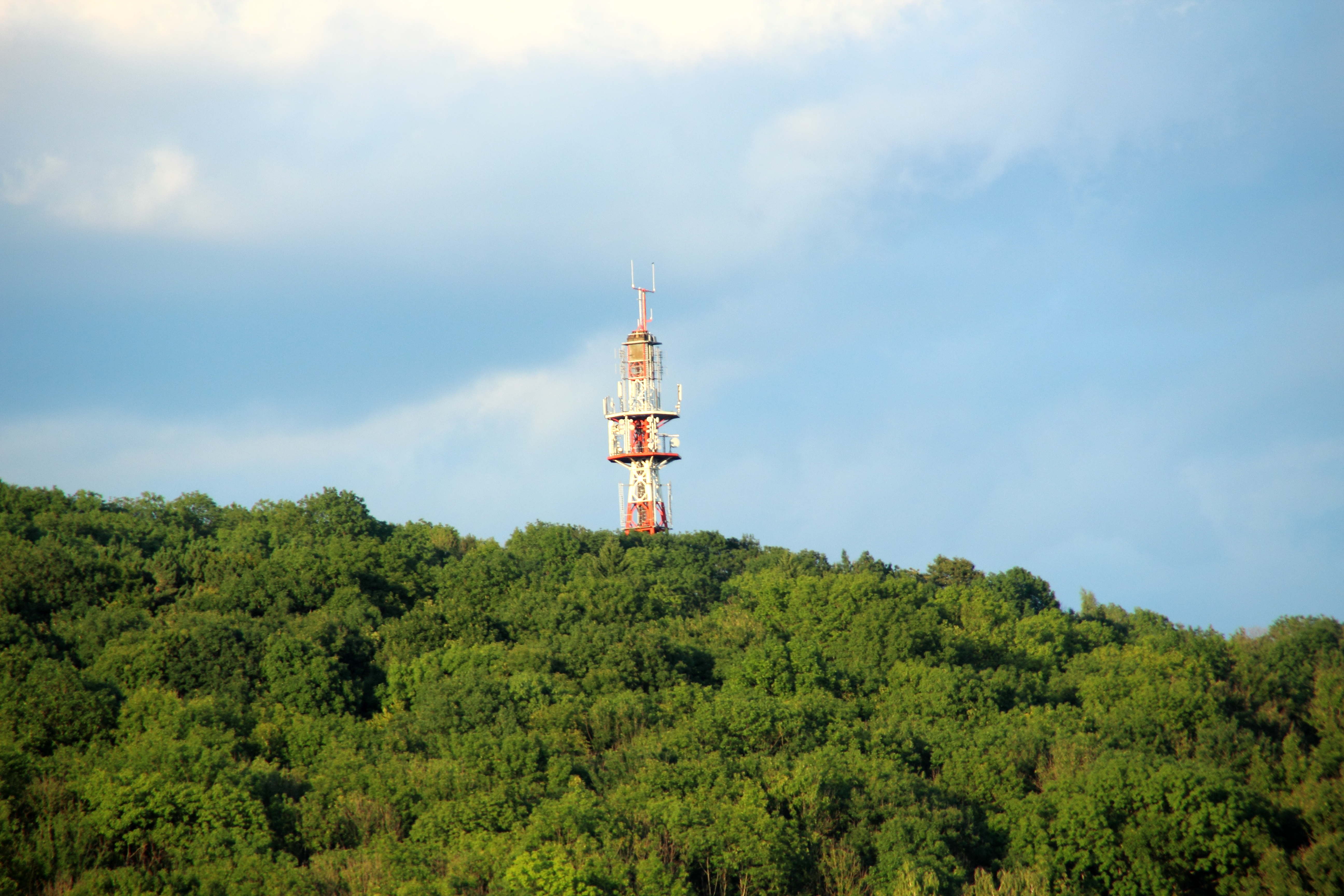
Fernmeldeturm auf dem Oschenberg (2012)

### Fernsehturm
Auf dem Oschenberg befindet sich seit den 1960er Jahren ein Fernsehturm, der ursprünglich für die Ausstrahlung des zweiten Fernsehprogramms errichtet wurde. Neben dem nichtöffentlichen Richtfunk wird der aktuelle Sendemast nur noch zur Ausstrahlung von UKW-Signalen für die Stadt Bayreuth und Umgebung verwendet. Der deswegen erfolgte Rückbau verringerte die Höhe.

### Sonstiges
Am 6. Juni 1982 stürzte der in Bayreuth stationierte Rettungshubschrauber Christoph 20 am Oschenberg ab. Die drei Insassen kamen bei dem Unfall ums Leben.

## Fauna und Flora
Der überwiegende Teil des Berges wird von extensiv genutzten, artenreichen Mähwiesen eingenommen. Pflanzensoziologisch handelt es sich um Salbei-Glatthafer-Wiesen, die Pflege geschieht abwechselnd durch Mähen und Beweidung mit einer Wanderschafherde. Die südlichen Hangbereiche bilden ein Mosaik aus Offenlandflächen, Feldgehölzen, Hecken, Gebüschen und Wäldern. Ein Fremdling an den Hängen ist die Grauerle, die 1910/1920 angepflanzt wurde. Nachgewiesen wurden die streng geschützten Tierarten Schlingnatter, Zauneidechse und verschiedene Schmetterlingsarten.

## Naturschutz
Seit 1. Juli 2006 sind etwa 172 Hektar des Oschenberg-Areals durch die Regierung von Oberfranken zum Naturschutzgebiet erklärt. Es ist das 100. Naturschutzgebiet Oberfrankens. Der Oschenberg ist zentraler Bereich des Natura-2000-Gebiets Muschelkalkhänge nordöstlich Bayreuth.

## Landkarten
- Bayerisches Landesvermessungsamt: Topografische Karte 1:25.000 Blatt 6035 (Bayreuth) und 6036 (Weidenberg)